# 斑姬地鸠
斑姬地鸠（学名：Geopelia striata）又名斑马鸠，为鸠鸽科姬地鸠属的一种，原生于东南亚，是一种小型的长尾鸟类。羽毛大多为灰棕色并局部伴有黑白相间的细条纹。其种加词“striata”意为“有条纹的”。本鸟也以其悦耳的鸣叫声著称。

## 分布
本种原生分布于马来半岛、大巽他群岛至菲律宾群岛，包括泰国南部、缅甸德林达依省、马来西亚、新加坡、汶莱、菲律宾及印尼的苏门答腊岛、爪哇岛等。
随着人类养殖、外放，本种被引入到世界各地，现在中印半岛的泰国中部、寮国及柬埔寨也有分布。其他引入地区包括毛里求斯（1768年以前引入）、夏威夷（1922年引入）、大溪地島（1950年引入）、新喀里多尼亚、塞舌尔、查戈斯群岛（1960年引入）、留尼旺及圣赫勒拿等。
本种一般生活于海拔900米以下的地区，包括灌木丛、田地、空旷的低地，甚至公园与花园都很常见。在印尼部分地区，由于捕鸟活动以致本种变得罕见，但在其它大多数的分布地则依然很常见。在夏威夷及塞舌尔，其种群数量相当可观。

## 特征
本种体长20至23厘米，展翅长24到26厘米，头顶与背侧羽毛大多为灰棕色，腹侧中央羽毛泛粉红色，颈部两侧、胸部及腹部有黑白相间的细条纹，面部的绒毛为灰蓝色，眼白为淡蓝色，尾羽末端为白色。雏鸟的毛色一般比其父母来得暗淡。
本种的鸣叫声为柔和、间断的咕咕声。在泰国及印尼常将本种养作宠物，作为鸣禽观赏，甚至为其举办鸣唱比赛。
- 在草地上觅食的斑姬地鸠
- 腹侧中央羽毛泛粉红色
- 摄于吉隆坡飞禽公园

## 分类
本种与分布于澳洲及新几内亚的戈氏姬地鸠（Geopelia placida）和分布于印尼东部小巽他群岛的帝汶姬地鸠（Geopelia maugeus）为近缘物种，三者曾因外观相似而被长期归类为同一物种。
其它同属物种还有澳洲的珍珠斑鸠（Geopelia cuneata）及斑肩姬地鸠（Geopelia humeralis）。

## 习性
本种主要以禾本科等小型草本植物的种子为食，也会捕食昆虫及其他小型无脊椎动物。本种经常在地面上觅食，包括裸露的土地、低矮的草丛及柏油路，也会像啮齿类一般疾行，遇到危险会迅速飞走。不同与其它鸽类，本种经常单独或成对地觅食，偶尔也会组成小群。

## 繁殖
在原生地，本种的繁殖季节一般在9月到6月之间。雄鸟会展开求偶行动，包括鞠躬动作，发出咕咕声，坚起并展开尾羽、露出其白色末端。雌鸟在选择好筑巢地点后会待在那边，并以低沉的鸣叫声吸引雄性来帮忙筑巢。鸟巢一般简单地由叶片、干草组成。筑巢地点包括灌木丛、树上、地面上，偶尔也出现在窗缘上。
雌鸟一般下一至两颗白色的蛋，双亲会一起孵蛋，约13至18天就可孵出雏鸟。雏鸟在出世2週后即可离巢，约在第3週时即可熟练地飞行。